# Sorginetxe
Sorginetxe of de Dolmen van Arrízala is een hunebed in de buurt van het dorp Arrízala in de Baskische gemeente Salvatierra (Agurain) in Spanje. De naam Sorginetxe is Baskisch en betekent heksenhuis. Sorginetxe is gelegen in de vallei van de rivier Zadorra en is omstreeks 2500 voor Christus gebouwd. De bewoners van die tijd begroeven hun doden rond deze plek. Het is een van de best bewaarde megalithische grafmonumenten in Baskenland. 

## Beschrijving
Het hunebed bestaat uit vijf staande draagstenen en een deksteen. Het reikt op het hoogste punt tot ongeveer 2,3 meter en heeft een grotere opening aan de westkant. De steensoort is kalksteen.

## Geschiedenis
Het grafveld werd gedeeltelijk opgegraven in 1890 door de Spaanse archeoloog Julián de Apraiz, die er menselijke resten en een pijlpunt met weerhaken vond. Deze vondsten zijn sindsdien verdwenen. Om het behoud van het grafveld te garanderen, werd het in 1913 aangekocht door de Baskische provincie Álava.